# Estructura de descomposición del producto
En la gestión de proyectos, una estructura de descomposición del producto (EDP o PBS por sus siglas en inglés) es una estructura tipo árbol exhaustiva y jerárquica de los componentes que forman un entregable del proyecto, distribuidos con una relación todo-parte.
Una EDP puede ayudar a clarificar cuál será el entregable del proyecto y puede ayudar a construir una estructura de descomposición del trabajo (EDT o WBS). La metodología de gestión de proyectos PRINCE2 requiere el uso del planeamiento basado en producto, parte del cual consta en desarrollar una estructura de descomposición del producto.

## Ejemplo de una EDP
Ejemplo de la EDP de un computador:
- Unidad central
  - Cubierta
  - Placa madre
    - CPU
    - Chips de la RAM

  - Unidad de disquettes
  - Unidad de disco duro
  - Tarjeta de video
  - Tarjeta de sonido
  - Tarjeta de red

- Monitor
  - CRT
  - Cubierta
  - Componente eléctricos

- Ratón
  - Cuerpo
  - Esfera
  - Cable

- Teclado